# بهسود
بهسود شهری در مناطق مرکزی افغانستان است که در ولایت میدان وردک واقع شده‌است. این منطقه مرکز اداری ولسوالی مرکز بهسود به‌شمار می‌رود و در ارتفاع ۳٬۰۶۸ متر بالاتر از سطح دریا واقع شده‌است.

## جمعیت‌شناسی
اکثریت جمعیت این منطقه هزاره‌ها با اقلیت پشتون‌ها (از جمله کوچی‌ها و وردکی‌ها) هستند. این منطقه محل اختلاف کوچی–هزاره است.